# Yamaha XS 650 Special
Yamaha XS 650 Special je motocykl kategorie chopper, vyvinutý firmou Yamaha, vyráběný v letech 1978–1985. Jeho nástupcem se stal model Yamaha XJ 650 Maxim s řadovým čtyřválcem.
Motor je čtyřdobý, vzduchem chlazený řadový dvouválec.

## Technické parametry
- Rám: trubkový ocelový
- Suchá hmotnost:
- Pohotovostní hmotnost: 221 kg
- Maximální rychlost: 156 km/h
- Spotřeba paliva: